# Phalangiidae
Phalangiidae – rodzina pajęczaków z rzędu kosarzy i podrzędu Eupnoi zawierająca około 380 opisanych gatunków. Jej przedstawiciele rozprzestrzenieni są na całej półkuli północnej.

## Występowanie w Polsce
W Polsce do 2000 roku wykazano 17 gatunków:
| Oligolophinae: - Lacinius dentiger (C.L. Koch, 1848) - Lacinius ephippiatus (C.L. Koch, 1835) - Lacinius horridus (Panzer, 1794) - Mitopus morio (Fabricius, 1779) - Oligolophus hanseni (Kraepelin 1896) - Oligolophus tridens (C.L. Koch, 1836) - Paroligolophus agrestis (Medae, 1855) Phalangiinae: - Phalangium opilio Linnaeus, 1758 - Rilaena triangularis (Herbst, 1799) | Platybuninae: - Lophopilio palpinalis (Herbst, 1799) - Platybunus bucephalus (C.L. Koch, 1835) - Platybunus pallidus Šilhavy, 1938 Opilioninae: - Egaenus convexus (C.L. Koch, 1835) - Opilio canestrinii (Thorell, 1876) - Opilio dinaricus Šilhavy, 1938 - Opilio parietinus (De Geer, 1778) - Opilio saxatilis C.L. Koch, 1839 |

## Systematyka
Rodzina liczy około 380 gatunków należące do 5 opisanych podrodzin, z czego w Europie wykazano 56.
| - Podrodzina: Dicranopalpinae - Amilenus Martens, 1969 - Dicranopalpus Doleschall, 1852 - Lanthanopilio Cokendolpher et Cokendolpher, 1984 - Podrodzina: Oligolophinae Banks, 1893 - Lacinius Thorell, 1876 - Mitopiella Banks, 1930 - Mitopus Thorell, 1876 - Odiellus Roewer, 1923 - Oligolophus C.L. Koch, 1871 - Paralacinius Morin, 1934 - Paroligolophus Lohmander, 1945 - Roeweritta Silhavý, 1965 - Podrodzina: Opilioninae C.L. Koch, 1839 - Egaenus C.L. Koch, w: Hahn et C.L. Koch 1839 - Himalphalangium Martens, 1973 - Homolophus Banks, 1893 - Opilio Herbst, 1798 - Scleropilio Roewer, 1911 - Podrodzina: Platybuninae Starega, 1976 - Buresilia Silhavý, 1965 - Lophopilio Hadzi, 1931 - Megabunus Meade, 1855 - Metaplatybunus Roewer, 1911 - Paraplatybunus Dumitrescu, 1970 - Platybunoides Silhavý, 1956 - Platybunus C.L. Koch, 1839 - Rafalskia Starega, 1963 - Stankiella Hadzi, 1973 | - Podrodzina: Phalangiinae Latreille, 1802 - Acanthomegabunus Tsurusaki, Tchemeris et Logunov, 2000 - Bactrophalangium Silhavý, 1966 - Bunochelis Roewer, 1923 - Coptophalangium Starega, 1984 - Cristina Loman, 1902 - Dacnopilio Roewer, 1911 - Dasylobus Simon, 1878 - Graecophalangium Roewer, 1923 - Guruia Loman, 1902 - Hindreus Kauri, 1985 - Leptobunus Banks, 1893 - Liopilio Schenkel, 1951 - Liropilio Gritsenko, 1979 - Megistobunus Hansen, 1921 - Metadasylobus Roewer, 1911 - Metaphalangium Roewer, 1911 - Odontobunus Roewer, 1910 - Parascleropilio Rambla, 1975 - Phalangium Linnaeus, 1758 - Ramblinus Starega, 1984 - Rhampsinitus Simon, 1879 - Rilaena Silhavý, 1965 - Tchapinius Roewer, 1929 - Zachaeus C.L. Koch, 1839 |